# Aéroport de Van Nuys
L'aéroport de Van Nuys (code IATA : VNY • code OACI : KVNY) est un aéroport situé à Los Angeles dans le district de Van Nuys dans la vallée de San Fernando dans l'État de Californie, aux États-Unis. C'est un aéroport assurant des vols privés essentiellement de jet privé.

## Situation
| \| 20 km1:830 000 \| Los Angeles-LAX Ontario-ONT John-Wayne-SNA Burbank-BUR Long Beach-LGB Van Nuys-VNY Santa Monica-SMO |
| 20 km1:830 000 |